# 메타분석

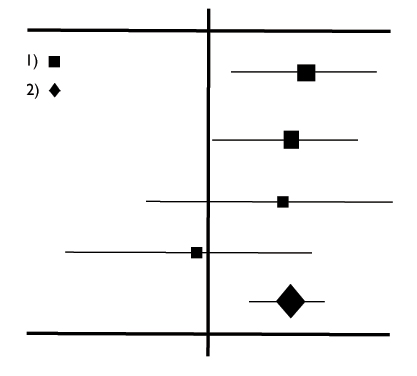

메타분석( - 分析, 영어: meta-analysis)은 기존 문헌을 분석하는 방법이다. 문헌연구(기존 문헌을 분석하여 평가하는 작업)는 크게 정량 접근과 정성 접근으로 나눌 수 있는데, 메타분석은 정량 접근으로, 실증연구 결과 (예, 효과크기,effect size)를 일정 기준에 따라 수집한 후 통계 절차를 거쳐 효과크기의 평균과 신뢰구간을 구하고 수집한 효과크기가 동질적인지 이질적인지 그 여부를 이질성 검정을 통해 분석한다.
1970년대 중반 이후 교육심리학에서 시작된 메타분석은 이후 다양한 학문 분야에서 문헌연구 수단으로 널리 이용되고 있다. 구체적인 분석 방법은 크게 두 가지로 나눌 수 있다. 하나는 래리 헤지스(Larry V. Hedges)와 잉그램 올킨(Ingram Olkin)이 설계하기 시작한  효과크기 모델(Effect Size Model)이고, 다른 하나는 헌터-슈미트(Hunter-Schmidt) 및 보렌스타인(Borenstein)등이 설계한 무선효과모형(random-effects model)이 있다.
메타분석은 아주 중요하다. 그 이유는 연구과제와 관련된 문헌들이 서로 상충한다면 단일한 결론을 끌어내기는 쉽지 않을 것이며, 연구자로서 연구 결과들이 어떻게 서로 다른지 이해하기 위해 가능한 모든 문헌들을 비교할 필요가 있기 때문이다. 메타분석은 실험실 내에서나 현장에서  실험 반복 횟수나 재원의 소모 없이 서로 상충하는 결과를 보이는 연구에 대한 논쟁을 끝낼 수 있다. 예를 들어 임상시험을 통해 어떤 치료방법이 가장 효과가 있었는지 최상의 치료요법에 대한 결정이 필요할 때 메타분석을 이용하면 모든 연구 결과들을 분석함으로써 올바른 결정할 수 있게 많은 도움을 준다.

## 프로그램
네트워크 작업에서는 R재단이 배포하는 R 프로그램이 사용될수있으며 보건의료분야에서는 코크란(Cochrane)에서 배포하는 RevMan 프로그램을 사용할 수 있다.

## 같이 보기
- 통계학
- 빅 데이터
- 공개출처정보(OSINT)
- 모자이크 이론
- 구조방정식 모델링(SEM)
- 체계적 문헌고찰
- 메타 과학

## 참고
- (한국심리학회지: 산업 및 조직 Korean Journal of Industrial and Organizational Psychology 2014. Vol. 27, No. 4, 683-717 정서노동과 직무관련 변수들 간 관계: 메타분석(Meta-Analysis), 김 문 숙,김 예 실,이 순 묵*,성균관대학교)https://webcache.googleusercontent.com/search?q=cache:Vb8yA1IdLm0J:https://journal.ksiop.or.kr/index.php/KJIOP/article/download/178/154/326+&cd=6&hl=ko&ct=clnk&gl=kr&client=ubuntu
- (호텔리어의 핵심 이직의도 억제요인에 관한 메타분석 Hedges-Olkin 효과크기 모형의 적용, Core Deterrent Factors of Hoteliers' Turn-over Intention by Meta-Analysis : Application of Hedges-Olkin Effect Size Model ,오희균,  정규엽,  한국호텔외식관광경영학회,호텔경영학연구 제23권 제6호 2014.12, 209 - 235  KCI등재 UCI(KEPA) : I410-ECN-0101-2016-325-001163385)https://www.dbpia.co.kr/Journal/articleDetail?nodeId=NODE06229735
- (Cochrane Review Manager- RevMan)https://training.cochrane.org/online-learning/core-software-cochrane-reviews/revman
- (CMA - COMPREHENSIVE META-ANALYSIS)https://www.meta-analysis.com/